# Danuta Laskowska
Danuta Laskowska (ur. 20 lipca 1924 w Warszawie, zm. 1970) – polska lekarka psychiatra i neurolog.

## Życiorys
Dyplom lekarski uzyskała na Wydziale Lekarskim UW w roku 1949. W latach 1950–1953 pracowała jako asystent w Instytucie Psychoneurologicznym w Warszawie. Od roku 1953 do końca życia pracowała w Szpitalu im. dr. J. Babińskiego „Kochanówka” w Łodzi. Pozostawała wierna wyniesionym z domu rodzinnego przekonaniom marksistowskim i realizowała je jako członek PZPR. Stopień doktora medycyny uzyskała w roku 1961 w Akademii Medycznej w Warszawie, a stopień docenta nauk medycznych w roku 1967 w tejże samej uczelni na podstawie rozprawy pt. Próba wyjaśnienia mechanizmów patofizjologicznych prowadzących do powstawania ostrych stanów amentywno-katatonicznych (tzw. śmiertelnej katatonii Staudera) w przebiegu schizofrenii. W roku 1954 przebywała przez 6 miesięcy w Korei, gdzie pracowała jako kierownik szpitala PCK w Hynnamie.
Spory dorobek naukowy Danuty Laskowskiej składa się z kilkudziesięciu publikacji naukowych poświęconych głównie zespołom katatonicznym typu Staudera oraz zagadnieniom psychofarmakologii klinicznej. Zwróciła uwagę na wpływ nadużywania środków przeciwbólowych na obraz objawowy i przebieg leczenia schizofrenii, a także na wgląd w chorobę jako motyw samobójstwa w schizofrenii. Kilkakrotnie odrzucała ponawiane propozycje pracy w instytucjach naukowych, preferując pracę z chorymi, która miała dla niej większe znaczenie od formalnej kariery akademickiej.